# Snowboard-Weltcup 2017/18
Der Snowboard-Weltcup 2017/18 war eine von der FIS organisierte Wettkampfserie, die am 4. September 2017 in Cardrona begann und am 25. März 2018 in Stoneham endete. Höhepunkt der Saison waren die Olympischen Winterspiele 2018 in Pyeongchang, deren Ergebnisse jedoch nicht für den Weltcup zählten.

## Männer
Disziplinen
| PGS = Parallel-Riesenslalom0 | SBS = Slopestyle |
| PSL = Parallelslalom         | HP = Halfpipe    |
| SBX = Snowboardcross         | BA = Big Air     |

### Podestplätze Männer
| Datum              | Austragungsort          | Disziplin | Sieger                                     | Zweiter                                          | Dritter                                         |
| ------------------ | ----------------------- | --------- | ------------------------------------------ | ------------------------------------------------ | ----------------------------------------------- |
| 4. September 2017  | Cardrona                | SBS       | Marcus Kleveland                           | Darcy Sharpe                                     | Carlos Garcia Knight                            |
| 8. September 2017  | Cardrona                | HP        | Yūto Totsuka                               | Ayumu Hirano                                     | Patrick Burgener                                |
| 9. September 2017  | Cerro Catedral          | SBX       | Alex Pullin                                | Emanuel Perathoner                               | Jonathan Cheever                                |
| 10. September 2017 | Cerro Catedral          | SBX       | Alex Pullin                                | Alessandro Hämmerle                              | Mick Dierdorff                                  |
| 4. November 2017   | Kopenhagen              | BA        | Wettkampf abgesagt.                        | Wettkampf abgesagt.                              | Wettkampf abgesagt.                             |
| 11. November 2017  | Mailand                 | BA        | Chris Corning                              | Redmond Gerard                                   | Kyle Mack                                       |
| 25. November 2017  | Peking                  | BA        | Mark McMorris                              | Tiarn Collins                                    | Torgeir Bergrem                                 |
| 2. Dezember 2017   | Mönchengladbach         | BA        | Marcus Kleveland                           | Yuri Okubo                                       | Kalle Järvilehto                                |
| 9. Dezember 2017   | Copper Mountain         | HP        | Ayumu Hirano                               | Ben Ferguson                                     | Shaun White                                     |
| 10. Dezember 2017  | Copper Mountain         | BA        | Mons Røisland                              | Chris Corning                                    | Chandler Hunt                                   |
| 13. Dezember 2017  | Val Thorens             | SBX       | Paul Berg                                  | Adam Lambert                                     | Lucas Eguibar                                   |
| 14. Dezember 2017  | Carezza                 | PGS       | Andrei Sobolew                             | Nevin Galmarini                                  | Dario Caviezel                                  |
| 15. Dezember 2017  | Cortina d’Ampezzo       | PGS       | Alexander Payer                            | Roland Fischnaller                               | Sylvain Dufour                                  |
| 16. Dezember 2017  | Cortina d’Ampezzo       | PSL       | Roland Fischnaller                         | Edwin Coratti                                    | Dmitri Loginow                                  |
| 16. Dezember 2017  | Montafon                | SBX       | Jarryd Hughes                              | Alessandro Hämmerle                              | Markus Schairer                                 |
| 17. Dezember 2017  | Montafon                | SBX Team  | Spanien 1 Regino Hernández Lucas Eguibar   | Österreich 1 Alessandro Hämmerle Markus Schairer | Frankreich 1 Merlin Surget Pierre Vaultier      |
| 21. Dezember 2017  | Secret Garden Skiresort | HP        | Ayumu Hirano                               | Raibu Katayama                                   | Yūto Totsuka                                    |
| 22. Dezember 2017  | Cervinia                | SBX       | Omar Visintin                              | Pierre Vaultier                                  | Alex Pullin                                     |
| 5. Januar 2018     | Lackenhof               | PGS       | Nevin Galmarini                            | Rok Marguč                                       | Alexander Payer                                 |
| 12. Januar 2018    | Snowmass                | SBS       | Redmond Gerard                             | Hiroaki Kunitake                                 | Tiarn Collins                                   |
| 13. Januar 2018    | Snowmass                | HP        | Shaun White                                | Scotty James                                     | Yūto Totsuka                                    |
| 12. Januar 2018    | Bad Gastein             | PSL       | Dmitri Loginow                             | Andrei Sobolew                                   | Maurizio Bormolini                              |
| 19. Januar 2018    | Laax                    | SBS       | Wettkampf abgesagt.                        | Wettkampf abgesagt.                              | Wettkampf abgesagt.                             |
| 20. Januar 2018    | Laax                    | HP        | Iouri Podladtchikov                        | Yūto Totsuka                                     | Zhang Yiwei                                     |
| 20. Januar 2018    | Erzurum                 | SBX       | Omar Visintin                              | Pierre Vaultier                                  | Alessandro Hämmerle                             |
| 21. Januar 2018    | Erzurum                 | SBX Team  | Italien 1 Emanuel Perathoner Omar Visintin | Österreich 1 Alessandro Hämmerle Markus Schairer | Vereinigte Staaten 4 Nate Holland Alex Deibold  |
| 20. Januar 2018    | Rogla                   | PGS       | Andreas Prommegger                         | Edwin Coratti                                    | Benjamin Karl                                   |
| 21. Januar 2018    | Rogla                   | PGS       | Benjamin Karl                              | Radoslaw Jankow                                  | Roland Fischnaller                              |
| 26. Januar 2018    | Bansko                  | PGS       | Jasey Jay Anderson                         | Nevin Galmarini                                  | Edwin Coratti                                   |
| 27. Januar 2018    | Bansko                  | SBX       | Pierre Vaultier                            | Christopher Robanske                             | Alessandro Hämmerle                             |
| 28. Januar 2018    | Bansko                  | PGS       | Nevin Galmarini                            | Edwin Coratti                                    | Andreas Prommegger                              |
| 3. Februar 2018    | Feldberg                | SBX       | Julian Lüftner                             | Pierre Vaultier                                  | Ken Vuagnoux                                    |
| 4. Februar 2018    | Feldberg                | SBX       | Pierre Vaultier                            | Michele Godino                                   | Paul Berg                                       |
| 3. März 2018       | La Molina               | SBX       | Alessandro Hämmerle                        | Hanno Douschan                                   | Emanuel Perathoner                              |
| 3. März 2018       | Kayseri                 | PGS       | Stefan Baumeister                          | Edwin Coratti                                    | Tim Mastnak                                     |
| 10. März 2018      | Scuol                   | PGS       | Tim Mastnak                                | Oskar Kwiatkowski                                | Nevin Galmarini                                 |
| 10. März 2018      | Moskau                  | SBX       | Alessandro Hämmerle                        | Pierre Vaultier                                  | Omar Visintin                                   |
| 11. März 2018      | Moskau                  | SBX Team  | Italien 1 Emanuel Perathoner Omar Visintin | Österreich 4 Alessandro Hämmerle Julian Lüftner  | Vereinigte Staaten 6 Senna Leith Jake Vedder    |
| 17. März 2018      | Seiser Alm              | SBS       | Chris Corning                              | Fridtjof Tischendorf                             | Lyon Farrell                                    |
| 17. März 2018      | Winterberg              | PSL       | Roland Fischnaller                         | Sebastian Kislinger                              | Rok Marguč                                      |
| 17. März 2018      | Veysonnaz               | SBX       | Nate Holland                               | Mick Dierdorff                                   | Lucas Eguibar                                   |
| 18. März 2018      | Veysonnaz               | SBX Team  | Deutschland 1 Paul Berg Konstantin Schad   | Spanien 1 Regino Hernández Lucas Eguibar         | Österreich 6 Alessandro Hämmerle Hanno Douschan |
| 24. März 2018      | Stoneham                |           | Maxence Parrot                             | Jonas Boesiger                                   | Antoine Truchon                                 |

### Weltcupstände Männer
| Rang | Name             | Punkte |
| ---- | ---------------- | ------ |
| 1    | Chris Corning    | 3300   |
| 2    | Yūto Totsuka     | 3000   |
| 3    | Ayumu Hirano     | 2800   |
| 4    | Redmond Gerard   | 2470   |
| 5    | Marcus Kleveland | 2000   |
| 6    | Hiroaki Kunitake | 1975,8 |
| 7    | Raibu Katayama   | 1940   |
| 8    | Yuri Okubo       | 1917,6 |
| 9    | Jonas Boesiger   | 1784   |
| 10   | Peetu Piiroinen  | 1650   |
| 11   | Shaun White      | 1600   |
| 12   | Taku Hiraoka     | 1490   |
| 13   | Rene Rinnekangas | 1476   |
| 14   | Mons Røisland    | 1458,2 |
| 15   | Maxence Parrot   | 1450   |
| 16   | Ben Ferguson     | 1430   |
| 17   | Naito Ando       | 1430   |
| 18   | Tiarn Collins    | 1417,9 |
| 19   | Antoine Truchon  | 1360   |
| 20   | Markus Olimstad  | 1350   |
| 21   | Clemens Millauer | 1334,9 |
| 22   | Ryan Stassel     | 1320   |
| 23   | Patrick Burgener | 1290   |
| 24   | Zhang Yiwei      | 1250   |
| 25   | Nicolas Huber    | 1250   |
| 26   | Judd Henkes      | 1220   |
| 27   | Chandler Hunt    | 1098   |
| 28   | Lyon Farrell     | 1092   |
| 29   | Scotty James     | 1090   |
| 30   | Chase Josey      | 1050   |

| Rang | Name                | Punkte |
| ---- | ------------------- | ------ |
| 1    | Nevin Galmarini     | 6570   |
| 2    | Roland Fischnaller  | 5066   |
| 3    | Edwin Coratti       | 4543,3 |
| 4    | Andrei Sobolew      | 3966   |
| 5    | Sebastian Kislinger | 3900   |
| 6    | Radoslaw Jankow     | 3520   |
| 7    | Andreas Prommegger  | 3458,2 |
| 8    | Alexander Payer     | 3382   |
| 9    | Rok Marguč          | 3110   |
| 10   | Dmitri Sarsembajew  | 3080   |
| 11   | Tim Mastnak         | 3026   |
| 12   | Benjamin Karl       | 3010   |
| 13   | Sylvain Dufour      | 2753,4 |
| 14   | Mirko Felicetti     | 2616,4 |
| 15   | Dmitri Loginow      | 2588,7 |
| 16   | Stefan Baumeister   | 2260   |
| 17   | Lee Sang-ho         | 2220   |
| 18   | Aaron March         | 2161,1 |
| 19   | Maurizio Bormolini  | 2110,5 |
| 20   | Dario Caviezel      | 2002,9 |
| 21   | Christoph Mick      | 1951,4 |
| 22   | Vic Wild            | 1766   |
| 23   | Patrick Bussler     | 1626   |
| 24   | Masaki Shiba        | 1575   |
| 25   | Jasey Jay Anderson  | 1473   |
| 26   | Aaron Muss          | 1454,9 |
| 27   | Oskar Kwiatkowski   | 1401,3 |
| 28   | Lukas Mathies       | 1186,8 |
| 29   | Žan Košir           | 1186   |
| 30   | Shinnosuke Kamino   | 1054,7 |

| Rang | Name                 | Punkte |
| ---- | -------------------- | ------ |
| 1    | Pierre Vaultier      | 7460   |
| 2    | Alessandro Hämmerle  | 6100   |
| 3    | Alex Pullin          | 5306   |
| 4    | Paul Berg            | 3755,5 |
| 5    | Omar Visintin        | 3690   |
| 6    | Lucas Eguibar        | 3276,1 |
| 7    | Mick Dierdorff       | 3064   |
| 8    | Emanuel Perathoner   | 2858,7 |
| 9    | Adam Lambert         | 2792,2 |
| 10   | Regino Hernandez     | 2722   |
| 11   | Konstantin Schad     | 2487,6 |
| 12   | Martin Nörl          | 2421   |
| 13   | Kevin Hill           | 2038,1 |
| 14   | Jarryd Hughes        | 2025,1 |
| 15   | Julian Lüftner       | 1994,7 |
| 16   | Hagen Kearney        | 1938   |
| 17   | Hanno Douschan       | 1865,4 |
| 18   | Nick Baumgartner     | 1759,3 |
| 19   | Michele Godino       | 1677,5 |
| 20   | Nate Holland         | 1668,5 |
| 21   | Glenn de Blois       | 1630,5 |
| 22   | Markus Schairer      | 1626,7 |
| 23   | Alex Deibold         | 1527,8 |
| 24   | Ken Vuagnoux         | 1383,3 |
| 25   | Merlin Surget        | 1382,6 |
| 26   | Lorenzo Sommariva    | 1332,6 |
| 27   | Baptiste Brochu      | 1304   |
| 28   | Nikolai Oljunin      | 1273,7 |
| 29   | Jonathan Cheever     | 1271,4 |
| 30   | Christopher Robanske | 1266,8 |

| Rang | Name               | Punkte |
| ---- | ------------------ | ------ |
| 1    | Nevin Galmarini    | 5530   |
| 2    | Edwin Coratti      | 3408,3 |
| 3    | Benjamin Karl      | 2940   |
| 4    | Alexander Payer    | 2904   |
| 5    | Andrei Sobolew     | 2876   |
| 6    | Roland Fischnaller | 2866   |
| 7    | Andreas Prommegger | 2780   |
| 8    | Radoslaw Jankow    | 2740   |
| 9    | Tim Mastnak        | 2717   |
| 10   | Sylvain Dufour     | 2620   |

| Rang | Name                | Punkte |
| ---- | ------------------- | ------ |
| 1    | Roland Fischnaller  | 2200   |
| 2    | Dmitri Loginow      | 1800   |
| 3    | Sebastian Kislinger | 1380   |
| 4    | Maurizio Bormolini  | 1340   |
| 5    | Edwin Coratti       | 1135   |
| 6    | Andrei Sobolew      | 1090   |
| 7    | Nevin Galmarini     | 1040   |
| 8    | Rok Marguč          | 850    |
| 9    | Christoph Mick      | 830    |
| 10   | Radoslaw Jankow     | 780    |

| Rang | Name             | Punkte |
| ---- | ---------------- | ------ |
| 1    | Yūto Totsuka     | 3000   |
| 2    | Ayumu Hirano     | 2800   |
| 3    | Raibu Katayama   | 1940   |
| 4    | Shaun White      | 1600   |
| 5    | Taku Hiraoka     | 1490   |
| 6    | Ben Ferguson     | 1430   |
| 7    | Naito Ando       | 1430   |
| 8    | Patrick Burgener | 1290   |
| 9    | Zhang Yiwei      | 1250   |
| 10   | Peetu Piiroinen  | 1126   |

| Rang | Name                 | Punkte |
| ---- | -------------------- | ------ |
| 1    | Chris Corning        | 1500   |
| 2    | Redmond Gerard       | 1450   |
| 3    | Marcus Kleveland     | 1000   |
| 4    | Hiroaki Kunitake     | 920    |
| 5    | Lyon Farrell         | 890    |
| 6    | Judd Henkes          | 870    |
| 7    | Darcy Sharpe         | 800    |
| 7    | Fridtjof Tischendorf | 800    |
| 9    | Rene Rinnekangas     | 790    |
| 10   | Moritz Thönen        | 690    |

| Rang | Name             | Punkte |
| ---- | ---------------- | ------ |
| 1    | Chris Corning    | 1800   |
| 2    | Yuri Okubo       | 1500   |
| 3    | Jonas Bösiger    | 1464   |
| 4    | Maxence Parrot   | 1450   |
| 5    | Mons Røisland    | 1278,2 |
| 6    | Antoine Truchon  | 1100   |
| 7    | Hiroaki Kunitake | 1055,8 |
| 8    | Clemens Millauer | 1026,1 |
| 9    | Redmond Gerard   | 1020   |
| 10   | Marcus Kleveland | 1000   |
| 10   | Mark McMorris    | 1000   |

## Frauen
Disziplinen
| PGS = Parallel-Riesenslalom0 | SBS = Slopestyle |
| PSL = Parallelslalom         | HP = Halfpipe    |
| SBX = Snowboardcross         | BA = Big Air     |

### Podestplätze Frauen
| Datum              | Austragungsort          | Disziplin | Sieger                                           | Zweiter                                     | Dritter                                    |
| ------------------ | ----------------------- | --------- | ------------------------------------------------ | ------------------------------------------- | ------------------------------------------ |
| 4. September 2017  | Cardrona                | SBS       | Jamie Anderson                                   | Miyabi Onitsuka                             | Zoi Sadowski-Synnott                       |
| 8. September 2017  | Cardrona                | HP        | Chloe Kim                                        | Kelly Clark                                 | Maddie Mastro                              |
| 9. September 2017  | Cerro Catedral          | SBX       | Chloé Trespeuch                                  | Lindsey Jacobellis                          | Nelly Moenne-Loccoz                        |
| 10. September 2017 | Cerro Catedral          | SBX       | Lindsey Jacobellis                               | Eva Samková                                 | Chloé Trespeuch                            |
| 4. November 2017   | Kopenhagen              | BA        | Wettkampf abgesagt.                              | Wettkampf abgesagt.                         | Wettkampf abgesagt.                        |
| 11. November 2017  | Mailand                 | BA        | Anna Gasser                                      | Katie Ormerod                               | Sina Candrian                              |
| 25. November 2017  | Peking                  | BA        | Anna Gasser                                      | Miyabi Onitsuka                             | Enni Rukajärvi                             |
| 2. Dezember 2017   | Mönchengladbach         | BA        | Carla Somaini                                    | Miyabi Onitsuka                             | Christy Prior                              |
| 9. Dezember 2017   | Copper Mountain         | HP        | Chloe Kim                                        | Maddie Mastro                               | Kelly Clark                                |
| 10. Dezember 2017  | Copper Mountain         | BA        | Reira Iwabuchi                                   | Julia Marino                                | Silje Norendal                             |
| 13. Dezember 2017  | Val Thorens             | SBX       | Lindsey Jacobellis                               | Chloé Trespeuch                             | Michela Moioli                             |
| 14. Dezember 2017  | Carezza                 | PGS       | Ester Ledecká                                    | Ramona Theresia Hofmeister                  | Ina Meschik                                |
| 15. Dezember 2017  | Cortina d’Ampezzo       | PGS       | Ester Ledecká                                    | Selina Jörg                                 | Claudia Riegler                            |
| 16. Dezember 2017  | Cortina d’Ampezzo       | PSL       | Sabine Schöffmann                                | Julie Zogg                                  | Natalja Sobolewa                           |
| 16. Dezember 2017  | Montafon                | SBX       | Michela Moioli                                   | Faye Gulini                                 | Nelly Moenne-Loccoz                        |
| 17. Dezember 2017  | Montafon                | SBX Team  | Frankreich 1 Chloé Trespeuch Nelly Moenne-Loccoz | Kanada 1 Meryeta Odine Zoe Bergermann       | Russland 1 Kristina Paul Marija Wassilzowa |
| 21. Dezember 2017  | Secret Garden Skiresort | HP        | Liu Jiayu                                        | Sena Tomita                                 | Cai Xuetong                                |
| 22. Dezember 2017  | Cervinia                | SBX       | Michela Moioli                                   | Nelly Moenne-Loccoz                         | Julia Pereira de Sousa Mabileau            |
| 5. Januar 2018     | Lackenhof               | PGS       | Ester Ledecká                                    | Julia Dujmovits                             | Ladina Jenny                               |
| 12. Januar 2018    | Snowmass                | SBS       | Christy Prior                                    | Reira Iwabuchi                              | Tess Coady                                 |
| 13. Januar 2018    | Snowmass                | HP        | Queralt Castellet                                | Chloe Kim                                   | Maddie Mastro                              |
| 12. Januar 2018    | Bad Gastein             | PSL       | Ramona Theresia Hofmeister                       | Jekaterina Tudegeschewa                     | Michelle Dekker                            |
| 19. Januar 2018    | Laax                    | SBS       | Wettkampf abgesagt.                              | Wettkampf abgesagt.                         | Wettkampf abgesagt.                        |
| 20. Januar 2018    | Laax                    | HP        | Liu Jiayu                                        | Cai Xuetong                                 | Queralt Castellet                          |
| 20. Januar 2018    | Erzurum                 | SBX       | Eva Samková                                      | Chloé Trespeuch                             | Michela Moioli                             |
| 21. Januar 2018    | Erzurum                 | SBX Team  | Frankreich 1 Nelly Moenne-Loccoz Chloé Trespeuch | Tschechien 1 Vendula Hopjakova Eva Samková  | Kanada 1 Meryeta Odine Zoe Bergermann      |
| 20. Januar 2018    | Rogla                   | PGS       | Ester Ledecká                                    | Claudia Riegler                             | Julia Dujmovits                            |
| 21. Januar 2018    | Rogla                   | PGS       | Ramona Theresia Hofmeister                       | Sabine Schöffmann                           | Aljona Sawarsina                           |
| 26. Januar 2018    | Bansko                  | PGS       | Ester Ledecká                                    | Selina Jörg                                 | Ramona Theresia Hofmeister                 |
| 27. Januar 2018    | Bansko                  | SBX       | Charlotte Bankes                                 | Michela Moioli                              | Nelly Moenne-Loccoz                        |
| 28. Januar 2018    | Bansko                  | PGS       | Julia Dujmovits                                  | Ramona Theresia Hofmeister                  | Selina Jörg                                |
| 3. Februar 2018    | Feldberg                | SBX       | Michela Moioli                                   | Zoe Bergermann                              | Julia Pereira de Sousa Mabileau            |
| 4. Februar 2018    | Feldberg                | SBX       | Michela Moioli                                   | Charlotte Bankes                            | Chloé Trespeuch                            |
| 3. März 2018       | La Molina               | SBX       | Eva Samková                                      | Nelly Moenne-Loccoz                         | Charlotte Bankes                           |
| 3. März 2018       | Kayseri                 | PGS       | Milena Bykowa                                    | Ester Ledecká                               | Daniela Ulbing                             |
| 10. März 2018      | Scuol                   | PGS       | Ester Ledecká                                    | Aljona Sawarsina                            | Ladina Jenny                               |
| 10. März 2018      | Moskau                  | SBX       | Eva Samková                                      | Nelly Moenne-Loccoz                         | Michela Moioli                             |
| 11. März 2018      | Moskau                  | SBX Team  | Frankreich 1 Nelly Moenne-Loccoz Chloé Trespeuch | Kanada 3 Zoe Bergermann Tess Critchlow      | Schweiz 2 Lara Casanova Simona Meiler      |
| 17. März 2018      | Seiser Alm              | SBS       | Sofja Fjodorowa                                  | Silje Norendal                              | Šárka Pančochová                           |
| 17. März 2018      | Winterberg              | PSL       | Selina Jörg                                      | Aljona Sawarsina                            | Julie Zogg                                 |
| 17. März 2018      | Veysonnaz               | SBX       | Michela Moioli                                   | Chloé Trespeuch                             | Manon Petit-Lenoir                         |
| 18. März 2018      | Veysonnaz               | SBX Team  | Frankreich 1 Nelly Moenne-Loccoz Chloé Trespeuch | Italien 4 Sofia Belingheri Raffaella Brutto | Kanada 3 Zoe Bergermann Tess Critchlow     |
| 24. März 2018      | Stoneham                | BA        | Julia Marino                                     | Laurie Blouin                               | Loranne Smans                              |

### Weltcupstände Frauen
| Rang | Name              | Punkte |
| ---- | ----------------- | ------ |
| 1    | Miyabi Onitsuka   | 3260   |
| 2    | Chloe Kim         | 2800   |
| 3    | Liu Jiayu         | 2640   |
| 4    | Sofja Fjodorowa   | 2530   |
| 5    | Reira Iwabuchi    | 2500   |
| 6    | Silje Norendal    | 2420   |
| 7    | Julia Marino      | 2180   |
| 8    | Cai Xuetong       | 2040   |
| 9    | Anna Gasser       | 2000   |
| 10   | Queralt Castellet | 2000   |
| 11   | Maddie Mastro     | 2000   |
| 12   | Kelly Clark       | 1900   |
| 13   | Šárka Pančochová  | 1890   |
| 14   | Cheryl Maas       | 1880   |
| 15   | Carla Somaini     | 1850   |
| 16   | Christy Prior     | 1840   |
| 17   | Sena Tomita       | 1820   |
| 18   | Hikaru Ōe         | 1610   |
| 19   | Laurie Blouin     | 1540   |
| 20   | Katie Ormerod     | 1510   |
| 21   | Jamie Anderson    | 1500   |
| 22   | Klaudia Medlová   | 1470   |
| 23   | Li Shuang         | 1350   |
| 24   | Mirabelle Thovex  | 1310   |
| 25   | Kurumi Imai       | 1240   |
| 26   | Tess Coady        | 1240   |
| 27   | Sina Candrian     | 1230   |
| 28   | Yuka Fujimori     | 1190   |
| 29   | Jessika Jenson    | 1120   |
| 30   | Arielle Gold      | 1070   |

| Rang | Name                        | Punkte |
| ---- | --------------------------- | ------ |
| 1    | Ester Ledecká               | 7540   |
| 2    | Selina Jörg                 | 6010   |
| 3    | Ramona Theresia Hofmeister  | 5390   |
| 4    | Julia Dujmovits             | 5090   |
| 5    | Jekaterina Tudegeschewa     | 4810   |
| 6    | Aljona Sawarsina            | 4720   |
| 7    | Sabine Schöffmann           | 4050   |
| 8    | Julie Zogg                  | 3850   |
| 9    | Daniela Ulbing              | 3556   |
| 10   | Claudia Riegler             | 3272   |
| 11   | Carolin Langenhorst         | 3026,4 |
| 12   | Ladina Jenny                | 2968   |
| 13   | Ina Meschik                 | 2920   |
| 14   | Natalja Sobolewa            | 2910   |
| 15   | Gloria Kotnik               | 2848   |
| 16   | Milena Bykowa               | 2448   |
| 17   | Jekaterina Chatomtschenkowa | 2072   |
| 18   | Patrizia Kummer             | 1678   |
| 19   | Tomoka Takeuchi             | 1490   |
| 20   | Michelle Dekker             | 1419,2 |
| 21   | Annamari Dantscha           | 1417,9 |
| 22   | Nadya Ochner                | 1344   |
| 23   | Aleksandra Król             | 1262   |
| 24   | Jelisaweta Salichowa        | 1230   |
| 25   | Cheyenne Loch               | 1140,8 |
| 26   | Stefanie Müller             | 1071   |
| 27   | Gong Naiying                | 999,1  |
| 28   | Emi Sato                    | 919,7  |
| 29   | Zang Ruxin                  | 715    |
| 30   | Jeong Hae-rim               | 685,4  |

| Rang | Name                            | Punkte |
| ---- | ------------------------------- | ------ |
| 1    | Michela Moioli                  | 8410   |
| 2    | Chloé Trespeuch                 | 7190   |
| 3    | Nelly Moenne-Loccoz             | 6840   |
| 4    | Charlotte Bankes                | 6360   |
| 5    | Eva Samková                     | 4160   |
| 6    | Lindsey Jacobellis              | 3780   |
| 7    | Aleksandra Schekowa             | 3480   |
| 8    | Julia Pereira de Sousa Mabileau | 3390   |
| 9    | Zoe Bergermann                  | 3130   |
| 10   | Raffaella Brutto                | 3100   |
| 11   | Meryeta Odine                   | 2830   |
| 12   | Faye Gulini                     | 2560   |
| 13   | Manon Petit-Lenoir              | 2508   |
| 14   | Carle Brenneman                 | 2480   |
| 15   | Lara Casanova                   | 2140   |
| 16   | Tess Critchlow                  | 2136   |
| 17   | Simona Meiler                   | 1640   |
| 18   | Francesca Gallina               | 1470   |
| 19   | Rosina Mancari                  | 1240   |
| 20   | Kristina Paul                   | 1240   |
| 21   | Marija Wassilzowa               | 1130   |
| 22   | Zuzanna Smykała                 | 1068   |
| 23   | Sandra Daniela Gerber           | 1062   |
| 24   | Jana Fischer                    | 1030   |
| 25   | Alexandra Hasler                | 960    |
| 26   | Sofia Belingheri                | 950    |
| 27   | Meghan Tierney                  | 840    |
| 28   | Zoe Gillings-Brier              | 820    |
| 29   | Isabel Clark Ribeiro            | 750    |
| 30   | Hanna Ihedioha                  | 680    |

| Rang | Name                       | Punkte |
| ---- | -------------------------- | ------ |
| 1    | Ester Ledecká              | 7250   |
| 2    | Selina Jörg                | 4320   |
| 3    | Julia Dujmovits            | 4210   |
| 4    | Ramona Theresia Hofmeister | 4110   |
| 5    | Aljona Sawarsina           | 3430   |
| 6    | Jekaterina Tudegeschewa    | 3110   |
| 7    | Sabine Schöffmann          | 2790   |
| 8    | Claudia Riegler            | 2682   |
| 9    | Ladina Jenny               | 2658   |
| 10   | Ina Meschik                | 2540   |

| Rang | Name                       | Punkte |
| ---- | -------------------------- | ------ |
| 1    | Jekaterina Tudegeschewa    | 1700   |
| 2    | Selina Jörg                | 1690   |
| 3    | Julie Zogg                 | 1500   |
| 4    | Daniela Ulbing             | 1350   |
| 5    | Natalja Sobolewa           | 1320   |
| 6    | Aljona Sawarsina           | 1290   |
| 7    | Ramona Theresia Hofmeister | 1280   |
| 8    | Sabine Schöffmann          | 1260   |
| 9    | Michelle Dekker            | 1040   |
| 10   | Julia Dujmovits            | 880    |

| Rang | Name              | Punkte |
| ---- | ----------------- | ------ |
| 1    | Chloe Kim         | 2800   |
| 2    | Liu Jiayu         | 2640   |
| 3    | Cai Xuetong       | 2040   |
| 4    | Queralt Castellet | 2000   |
| 5    | Maddie Mastro     | 2000   |
| 6    | Kelly Clark       | 1900   |
| 7    | Sena Tomita       | 1820   |
| 8    | Hikaru Ōe         | 1610   |
| 9    | Li Shuang         | 1350   |
| 10   | Mirabelle Thovex  | 1310   |

| Rang | Name             | Punkte |
| ---- | ---------------- | ------ |
| 1    | Sofja Fjodorowa  | 1720   |
| 2    | Reira Iwabuchi   | 1300   |
| 2    | Miyabi Onitsuka  | 1300   |
| 4    | Silje Norendal   | 1160   |
| 5    | Christy Prior    | 1080   |
| 6    | Jamie Anderson   | 1000   |
| 7    | Jasmine Baird    | 790    |
| 8    | Tess Coady       | 740    |
| 9    | Šárka Pančochová | 720    |
| 10   | Jessika Jenson   | 670    |

| Rang | Name            | Punkte |
| ---- | --------------- | ------ |
| 1    | Anna Gasser     | 2000   |
| 2    | Miyabi Onitsuka | 1960   |
| 3    | Julia Marino    | 1940   |
| 4    | Carla Somaini   | 1620   |
| 5    | Cheryl Maas     | 1480   |
| 6    | Silje Norendal  | 1260   |
| 7    | Laurie Blouin   | 1250   |
| 8    | Sina Candrian   | 1230   |
| 9    | Reira Iwabuchi  | 1200   |
| 10   | Yuka Fujimori   | 1190   |

## Mixed-Team
| Datum           | Austragungsort | Disziplin | Sieger                                          | Zweiter                                                    | Dritter                                          |
| --------------- | -------------- | --------- | ----------------------------------------------- | ---------------------------------------------------------- | ------------------------------------------------ |
| 6. Januar 2018  | Lackenhof      | PGS Team  | Österreich 3 Claudia Riegler Andreas Prommegger | Österreich 1 Sabine Schöffmann Alexander Payer             | Deutschland 1 Selina Jörg Patrick Bussler        |
| 13. Januar 2018 | Bad Gastein    | PSL Team  | Österreich 2 Sabine Schöffmann Alexander Payer  | Deutschland 2 Ramona Theresia Hofmeister Stefan Baumeister | Österreich 1 Claudia Riegler Andreas Prommegger  |
| 18. März 2018   | Winterberg     | PSL Team  | Italien 1 Nadya Ochner Roland Fischnaller       | Österreich 2 Claudia Riegler Andreas Prommegger            | Österreich 3 Julia Dujmovits Sebastian Kislinger |